# Baw Baw Classic
El Baw Baw Classic és un cursa ciclista d'un dia que es disputa anualment a l'estat australià de Victòria i té el final al Mount Baw Baw.

## Palmarès
| Any  | Vencedor           | Segon               | Tercer               |
| ---- | ------------------ | ------------------- | -------------------- |
| 2001 | David McKenzie     | Ashley Humbert      | David Pell           |
| 2002 | Christopher Carr   | Nick Kiraly         | Christopher Bradford |
| 2003 | Simon Gerrans      | Nick Kiraly         | Nigel Dunstone       |
| 2004 | Christopher Fry    | Matthew Lloyd       | Ryan Moody           |
| 2005 | Simon Clarke       | David McKenzie      | Jason Hegert         |
| 2006 | Michael Tolhurst   | Daniel Braunsteins  | Joshua Wilson        |
| 2007 | Peter McDonald     | Nathan Earle        | Richie Porte         |
| 2008 | Daniel Braunsteins | David Pell          | Daniel Furmston      |
| 2009 | Nathan Earle       | Eric Sheppard       | Patrick Lane         |
| 2010 | Nathan Earle       | Benjamin Dyball     | Brodie Talbot        |
| 2011 | Calvin Watson      | Nathan Haas         | Floris Goesinnen     |
| 2012 | Nathan Earle       | Blake Hose          | Jason Spencer        |
| 2013 | Matthew Clark      | Benjamin Dyball     | Robbie Hucker        |
| 2014 | Brodie Talbot      | Mark O'Brien        | Matthew Clark        |
| 2015 | Lachlan Norris     | Saxon Irvine        | Mark O'Brien         |
| 2016 | Rhys Gillett       | Sam Crome           | Jason Lea            |
| 2017 | Matthew Ross       | Rowan Dever         | Drew Morey           |
| 2018 | Liam Garriga       | Raphael Freienstein | Rylan Dowdell        |
| 2019 | Jay Vine           | Mark O'Brien        | Rudy Porter          |